# Türk képjelek
W.Thomsen és E.D.Polivanov felvetette annak a lehetőségét, hogy néhány, az arám ábécéből le nem vezethető türk írásjel képjel eredetű.
A korai sztyeppei írásban az arám eredetű karakterek mellett megjelentek a közös türk kulturális örökségből származó képjelek, más néven piktogram, ill. Amanjolov szerint grafikus logogram.  A korukat nem lehet pontosan meghatározni, de a türk népek közös történetének befejezése előtt már létezniük kellett.

## Néhány példa a türk képjelekre
Néhány türk képjel csak a türk írásban maradt fenn. Közülük néhány az alábbi táblázatban látható. A korai sztyeppei írásból származó írásokban előforduló néhány türk képjel látható az alábbi ábrán. Megjegyzendő, hogy ezeken a példákon kívül is léteznek türk képjelek.
| Türk képjel | Kárpát-medencei rovásírás    | Kazáriai rovásírás           | székely–magyar rovásírás     | Türk írás                    |
| Türk képjel | átírás                       | átírás                       | átírás                       | átírás                       |
| ----------- | ---------------------------- | ---------------------------- | ---------------------------- | ---------------------------- |
|             | B /b/                        | B /b/                        | B /b/                        | Nincs rá példa az emlékekben |
|             | Nincs rá példa az emlékekben | Nincs rá példa az emlékekben | HÁRMAS GH /ɣ/                | AG /ɣ/                       |
|             | J /j/                        | J /j/                        | LY /j/                       | AY /j/                       |
|             | Nincs rá példa az emlékekben | Nincs rá példa az emlékekben | LT /lt/, /ld/                | ELT /lt/, /ld/               |
|             | Nincs rá példa az emlékekben | Nincs rá példa az emlékekben | Nincs rá példa az emlékekben | NT /and/, /ant/              |
|             | Nincs rá példa az emlékekben | Nincs rá példa az emlékekben | Nincs rá példa az emlékekben | OQ /oq/, /uq/                |
|             | Nincs rá példa az emlékekben | Nincs rá példa az emlékekben | Nincs rá példa az emlékekben | RT /art/                     |
|             | U /w/                        | Nincs rá példa az emlékekben | Nincs rá példa az emlékekben | AEB /b/, /w/                 |

## Forrásművek
- Amanjolov, A.S. (1969): "Verbal inflection in language of Ancient Türkic writing monuments", Moscow: Science, 104 p.
- Amanjolov, A.S. (2003): History of the Ancient Türkic Script. Almaty: Mektep. ISBN 9965-16-204-2
- Clauson G.: The origin of the Türkish "runic" alphabet. " Acta örientalia " (Havniae), XXXII, 1970, pp. 55, 59-60
- Polivanov E.D. Ideographic motive in formation of the Orkhon alphabet. A reprint from «Bulletin of the Central Asian state university» (Tashkent), № 9, 1925, p. 177-179
- Thomsen, V. (1922): Samlede Afhandlinger I-III. København
- Thomsen, V.: L'alphabet runiforme Turc, pp. 78 - 79.

## Külső webes hivatkozások
- Türk képjelek a RovásPédián